# 圣马塞尔 (莫尔比昂省)
圣马塞尔（法語：Saint-Marcel，法語發音：[sɛ̃ maʁsɛl] ⓘ）是法国莫尔比昂省的一个市镇，属于瓦讷区。

## 地理
圣马塞尔（47°48'15"N, 2°25'8"W）面积12.81 平方千米，位于法国布列塔尼大區莫尔比昂省，该省份为法国西北部沿海省份，位于布列塔尼半岛南部，北起阿摩尔滨海省、西接菲尼斯泰尔省，南濒大西洋，东南接大西洋卢瓦尔省，东临伊勒-维莱讷省。
与圣马塞尔接壤的市镇（或旧市镇、城区）包括：圣亚伯拉罕、卡罗、米西里亚克、马莱特鲁瓦、普勒卡德克、博阿勒、塞朗。

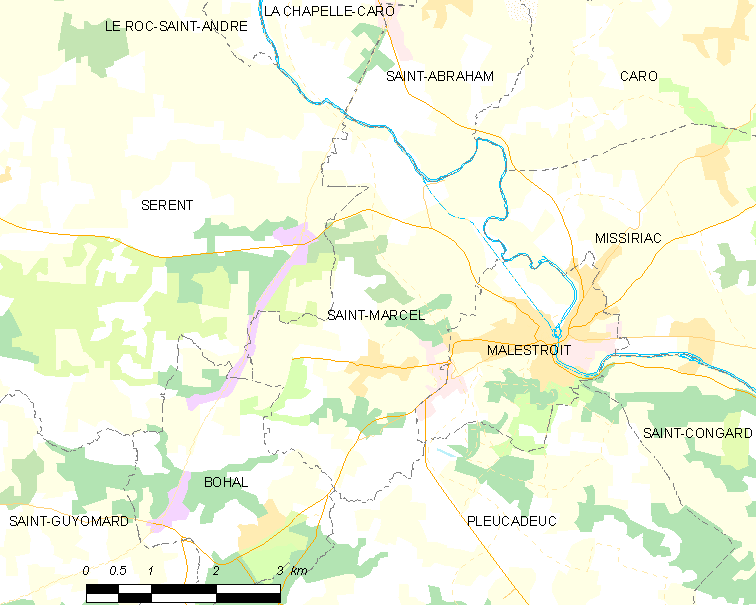
的OSM定位图

圣马塞尔的时区为UTC+01:00、UTC+02:00（夏令时）。

## 行政
圣马塞尔的邮政编码为56140，INSEE市镇编码为56228。

## 政治
圣马塞尔所属的省级选区为莫雷阿克县。

## 人口

1962-2008年间人口变化图示

圣马塞尔于2022年1月1日时的人口数量为1129人。